# Brisbane International 2009
Das Brisbane International 2009 war ein Tennisturnier der WTA Tour 2009 für Damen und ein Tennisturnier der ATP World Tour 2009 für Herren in Brisbane. Die beiden Turniere fanden zeitgleich vom 4. bis 11. Januar 2009 statt.

## Herrenturnier
→ Qualifikation: Brisbane International 2009/Herren/Qualifikation

## Damenturnier
→ Qualifikation: Brisbane International 2009/Damen/Qualifikation